# Saeco
Saeco International Group S.p.A. — итальянский производитель кофемашин. В состав интернациональной корпорации входят 23 компании, среди которых есть научные и дизайнерские, которые занимаются исключительно изучением и разработкой новых систем производства кофейно-молочных напитков в домашних условиях. Производственные мощности компании расположены в Италии, США, Румынии, Китае.

## История
Серджио Дзаппелла (Sergio Zappella) и Артур Шмед (Arthur Schmed) основали компанию в 1981 году в Гаджо-Монтано (Болонья, Италия). В 1984 году была основана компания Spidem SpA, входящая в состав Saeco International Group. Spidem — бюджетные автоматические кофемашины для дома или малого офиса. В октябре 1999 компания приобрела другого производителя кофемашин — компанию Gaggia S.p.A.. Gaggia специализируется на производстве ручных (рожковых) кофеварок эспрессо, работающих на молотом кофе.
В 2009 году компанию Saeco выкупила компания Philips, со всеми обязательствами и долгами. C мая 2010 началась продажа продукции под маркой Philips Saeco. В 2012 году было принято решение о прекращении использования торговой марки Philips Saeco, модели снова стали выпускаться под торговой маркой Saeco.

## Рынок
Saeco International Group занимается проектированием, производством и продажами кофемашин для домашнего и профессионального применения, также компания выпускает торговые автоматы для горячих, холодных напитков и закусок. Интернациональная компания Саеко присутствует на основных рынках мира с 16-ю филиалами в Европе, Соединенных Штатах, Латинской Америке, Австралии, Азии и коммерческой сетью в более, чем 60 странах.
Saeco — лидер среди итальянских производителей кофемашин для домашнего использования, с рыночной долей свыше 65 %. Saeco лидируют среди европейских производителей, занимая более 30 % рынка.

## Модельный ряд
- Saeco Xelsis
- Saeco Exprelia
- Saeco Syntia
- Saeco Intelia
- Saeco Primea
- Saeco Talea
- Saeco Odea
- Saeco XSmall
- Saeco Royal
- Saeco Incanto
- Saeco Magic
- Saeco Intuita
- Saeco Phedra Evo
- Saeco Vienna
- Saeco Poemia
- Saeco PicoBaristo
- Saeco Aulika
- Saeco Lirika
- Saeco GranBaristo